# Еміліано Меркадо дель Торо
Еміліано Меркадо дель Торо (ісп. Emiliano Mercado del Toro), 21 серпня 1891 року, Кабо-Рохо, Пуерто-Рико, Іспанія — 24 січня 2007 року, Ісабела, Пуерто-Рико, США) — пуерториканський довгожитель, найстаріший житель планети (з 11 грудня 2006 року до моменту смерті). Займає третє місце серед найстаріших повністю верифікованих чоловіків, які коли-небудь жили, а також є найстарішим на планеті ветераном збройних сил за всю історію.

## Біографія
Еміліано Меркадо дель Торо народився 21 серпня 1891 року в пуерториканському муніципалітеті Кабо-Рохо, де все життя пропрацював водієм вантажівки на цукровій плантації. Під час Першої світової війни він був викликаний в армію США і кілька місяців провів у тренувальному таборі, тому, хоч йому і не довелося брати участь у бойових діях, він був визнаний найстарішим на планеті ветераном серед тих, які коли-небудь жили. У 1993 році президент США Білл Клінтон нагородив 102-річного пуерториканця медаллю на честь 75-річчя укладення перемир'я, яке поклало кінець війні.
Крім того, він пам'ятав вторгнення американських військ до Пуерто-Рико і подальшу війну між США та Іспанією, яка поклала кінець іспанському колоніальному пануванню в Латинській Америці.

### Останній ювілей
Свій останній, 115-й день народження, довгожитель відзначив 21 серпня 2006 року. Урочистості з цієї нагоди пройшли на центральній площі міста Ісабела на північному заході країни, де поважний старець жив зі своєю племінницею. Привітати Меркадо з ювілеєм приїхали його численні родичі, близькі та друзі. Самого ж іменинника привезли на площу в кареті «швидкої допомоги», так як він на той момент пересувався тільки на інвалідному візку, погано чув і нічого не бачив. Серед присутніх на площі був і мер міста Чарлі Дельгадо, який повідомив, що один з будинків для людей похилого віку відтепер носитиме ім'я Меркадо. «Ми назвемо його на честь людини, яка майже не мала шкідливих звичок і прославила острів на весь світ», — заявив міський голова.
«Я щасливий! — сказав, у свою чергу, сам ювіляр. — Я ніколи не думав, що проживу так довго». Причину свого довголіття Меркадо пояснював так: «Я ніколи не труїв свій організм алкоголем», також додавши, що він все життя намагався вживати тільки здорову їжу — варену кукурудзу, молоко і тріску. Правда, при цьому пуерториканський довгожитель зізнався, що курив протягом 76 років і відмовився від сигарет тільки тоді, коли подолав дев'ятий десяток років життя.

### Особисте життя
Еміліано ніколи не був одружений, хоч і мав трьох подруг. Дітей у довгожителя також не було. В останні роки життя про нього піклувалися його племінники та племінниці — діти давно померлого молодшого брата.

### Смерть
Еміліано Меркадо дель Торо помер в своєму власному будинку в місті Ісабела 24 січня 2007 року. Він був похований на муніципальному цвинтарі його рідного міста Кабо Рохо.

## Рекорди довголіття
Еміліано Меркадо дель Торо прожив 115 років і 156 днів і за своє довге життя багаторазово встиг побути рекордсменом довголіття в різних територіальних межах — від рідного Пуерто-Рико до цілого світу. Ось деякі з рекордів:
- 21 травня 2006 року, у віці 114 років і 272 днів, він перевершив рекордний вік своєї співвітчизниці, довгожительки Рамони Тринідад Іглесіас-Хордан, що зробило його найстарішим серед громадян Пуерто-Рико, які коли-небудь жили[7].
- Після смерті американської довгожительки Елізабет Болден, 13 грудня 2006 року, Меркадо дель Торо став найстарішим жителем Землі. Цікавим є той факт, що попередніми шістнадцятьма носіями цього звання були жінки. Окрім того, на момент смерті Еміліано, 39 із 40 найстаріших жителів планети були жінками[8].
- Меркадо дель Торо є третім найстарішим (після довгожителів Джіроемона Кімури та Крістіана Мортенсена) повністю верифікованим чоловіком планети, серед тих, які коли-небудь жили.
- Еміліано Меркадо дель Торо є найстарішим серед ветеранів, які коли-небудь жили.
- Еміліано Меркадо дель Торо був останнім представником людського роду, який народився в 1891 році.
- Станом на 2 травня 2018 року займає 30 місце в списку найстаріших повністю верифікованих людей за всю історію і 3 місце серед найстаріших чоловіків.